# Manfredi Mineo
Manfredi "Al" o "Alfred" Mineo (pronunciación en italiano: /maɱˈfreːdi miˈnɛːo/; 1880 – 5 de noviembre de 1930) fue un mafioso neoyorquino basado en Brooklyn que encabezó una importante familia de la mafia estadounidense durante la guerra de los Castellammarenses. La organización de Mineo se convertiría luego en lo que es la actual familia criminal Gambino.

## Biografía

### Antecedentes
En los primeros años del siglo XX, Nueva York tenía cinco familias criminales sicilianas. Con el apresamiento del poderoso jefe Giuseppe Morello en 1910, Salvatore D'Aquila, uno de los principales capitanes de Morello, emergió inmediatamente como el nuevo jefe de la Mafia en Nueva York, principalmente en las zonas de Harlem del Este y Little Italy, pero él también lideraba una facción en Brooklyn que era encabezada localmente por Mineo. D'Aquila asumió el título de Morello de Capo di tutti capi. La familia D'Aquila, incluyendo la facción de Brooklyn de Mineo, fue la más importante durante los años 1910. Sin embargo, con la llegada de la prohibición, otras familias criminales e incluso otras operaciones no mafiosas empezaron a ganar poder e influencia y consolidaron sus posiciones alrededor de la ciudad. Una de esas familias era la antigua familia criminal Morello, que estaba controlada por Joseph "Joe the Boss" Masseria alrededor de 1920. El antiguo jefe Giuseppe Morello fue liberado de prisión casi al mismo tiempo y rápidamente se alineó con Joe Masseria contra el jefe Toto D'Aquila y sus subjefes, incluyendo a Mineo.

### Familia D'Aquila
Manfredi Mineo continuaría su ascenso en la mafia neoyorquina y eventualmente se convertiría en el segundo en comando luego de D'Aquila's o subjefe de todas sus operaciones mientras seguía liderando su propia familia en Brooklyn como una facción de D'Aquila. A medida que las rivalidades y la animosidad crecía entre las familias de D'Aquila Y Masseria, Mineo se encontraría en una posición precaria. D'Aquila había previamente sentenciado a Morello a muerte desde su salida de la cárcel, junto con su aliado Umberto Valenti, pero debido a la intervención del líder de la mafia de Pittsburgh, Nicola Gentile, la sentencia de muerte de Morello y Valenti fue revocada. Con Valenti ahora en su deuda, D'Aquila utilizó esta oportunidad para reclutarlo y oponerse a la poderosa alianza Masseria-Morello. Al Mineo se enfrentó a la posibilidad de perder poder e influencia dentro de la familia criminal D'Aquila a favor de Valenti, pero en 1922 Valenti fue asesinado por las fuerzas de Masseria-Morello. Para mediados de los años 1920 Mineo y su principal teniente Steve Ferrigno empezaron a fortalecer su posición dentro de la organización D'Aquila y entendieron que el nuevo poderoso en Nueva York era Jeo Masseria, así que Mineo empezó secretamente a alinearse con él.

### Toma de control de la familia
El 10 de octubre de 1928, mientras estaba parado junto a su automóvil, D'Aquila fue asesinado por pistoleros. Mineo, quien hacía poco que se había alineado con Masseria, jugó un papel importante en el planeamiento del asesinato de su jefe. Luego de declarar su lealtad a Masseria y traicionar a su antiguo jefe, el lugar de Mineo en la cabeza de la familia D'Aquila se consolidó. Había asegurado sus intereses en Brooklyn y comandaría ahora uno de los grupos mafiosos más grandes en Nueva York. Con Ferrigno como su segundo en el Bronx, la familia criminal Mineo podría controlar varios garitos de contrabando de licores, apuestas, loterías y extorsión.

### Guerra de los Castellammarenses
Había fuertes rivalidades entre varias familias criminales de la mafia neoyorquina. La más importante era la que se formó entre los aliados de Mineo en Manhattan de la familia criminal Masseria y aquellas pandillas de castellammarenses basada en Brooklyn, un grupo de mafiosi del pueblo marítimo siciliano de Castellammare del Golfo, quienes lograron prominencia durante la prohibición y se volverían extremadamente independientes y eventualmente se opondrían al dominio del jefe Joe Masseria y sus partidarios como Mineo. Las rivalidades y animosidades entre los dos grupos llevarían eventualmente a una guerra del bajo mundo ítalo estadounidense que erupcionaría y arrastraría al conflicto a cada familia criminal mafiosa y a cada facción en Nueva York.
Lo que luego se conoció como la "Guerra de los Castellammarenses" empezó a inicios de 1930 y tomó casi dos años a medida que los jefes mafiosos neoyorquinos Joe Masseria y Salvatore Maranzano pelearon por el dominio sobre los garitos de Nueva York. Mineo se sintió seguro al estar alineado con Joe Masseria, quien lideraba la familia más poderosa de Nueva York y era reconocido como el jefe mafioso más influyente en la ciudad. La alianza Masseria-Mineo rápidamente ganó superioridad en la guerra a medida que sus fuerzas empezaron a moverse sobre territorios y garitos controlados por los castellammarenses, eliminando rivales en cada oportunidad. Pero el 15 de agosto de 1930, la marea empezó a cambiar cuando el principal consejero de Masseria y jefe de guerra, Giuseppe Morello, fue asesinado. Mineo fue nombrado como el nuevo jefe de guerra y estratega de Masseria y rápidamente supuso que los castellammarenses estaban ganando más apoyo y territorios a medida que la guerra avanzaba. Mineo sintió que la única solución era encontrar y matar a Maranzano antes de que él matara a Masseria, siendo esta la única solución sensible de terminar la guerra y re establecer el domino sobre la mafia de Nueva York.

### Muerte
El 5 de noviembre de 1930, Mineo y su teniente Steve Ferrigno fueron asesinados en el patio de un edificio de departamentos en Pelham Parkway en El Bronx. Antes esa misma semana, varios pistoleros de Maranzano habían arrendado un departamento en un primer piso en el edificio. Su verdadero objetivo era Masseria, quien había sido visto entrando al edificio esa semana. Pero cuando los pistoleros vieron a Mineo y Ferrigno en el jardín, aprovecharon la oportunidad y les dispararon desde una ventana.
Luego de la muerte de Mineo, Francesco "Frank" Scalice se convirtió en el jefe de la familia criminal. Inmediatamente cambió de lealtad de Masseria hacia Maranzano, quien estaba empezando a ganar la guerra. Se teorizó que Scalise había arreglado un acuerdo secreto con Maranzano para matar a Mineo y convertirse en el jefe de la organización pero que las fuerzas de Maranzano fueron capaces de eliminar a Mineo sin la ayuda de Scalise. El 15 de abril de 1931, Joe Masseria fue asesinado en un restaurante de Coney Island y la guerra llegó a su fin.
Nadie fue acusado del asesinato de Mineo. En 1963, el testigo del gobierno Joseph Valachi alegó que Girolamo Santuccio fue uno de los pistoleros.